# Bonao
Bonao est une ville du Cibao central, en République dominicaine, et est la capitale de la province de Monseñor Nouel.
Elle fut l'un des premiers établissements fondés par les colons espagnols dans le pays. La première mine d'or y a été découverte et c'est aussi le premier endroit où les colons ont cultivé la canne à sucre.
Le carnaval de Bonao est la festivité la plus importante de la ville, il est en outre l'un des plus fascinants et créatifs de tout le pays et sans aucun doute l'un des plus populaires. Il a lieu tous les dimanches, durant tout le mois février et une partie du mois de mars, au parc Duarte et dans ses alentours.
À Bonao, les mines sont toujours en activité. En plus de l'agriculture et de l'élevage, il y a une activité industrielle et commerciale. Les produits agricoles les plus importants sont : le café, le cacao, le riz, le yucca, la noix de coco, la banane et l'orange.

## Site externe
- (es) Site du carnaval de Bonao